# Oh Mama
Oh Mama är en sång skriven av Tim Norell och Ola Håkansson. Låten gavs ut på singel 1987 av Lili & Susie.

## Listplaceringar
| Lista (1987-1988) | Position |
| ----------------- | -------- |
| Sverige           | 1        |

## Covers av låten
Rockgruppen Sator spelade in en egen version av låten 1988. I den elfte säsongen av Så mycket bättre (2020), framförde Plura en svensk version av låten kallad  "Å mamma kom igen".
Rebecca & Fiona släppte en ny version av låten 2023.